# Учёные записки Казанского университета
Учёные записки Казанского университета — научный журнал Казанского (Приволжского) федерального университета, одно из старейших периодических изданий научного характера в России.

## История

### Начало издания
Первоначально типографией Императорского Казанского университета издавались в 1811—1820 годах газета «Казанские известия» и сменивший её в 1820—1833 годах журнал «Казанский Вестник, издаваемый при императорском Казанском университете», где публиковались преподаватели университета.
Однако эти издания не носили строго научного характера, поэтому по инициативе ректора Императорского Казанского университета математика Н. И. Лобачевского в 1834 году был основан журнал «Учёные Записки, издаваемые императорским Казанским университетом». Открывая первый номер «Учёных записок», учёный разъяснял отличие этого издания от общественно-политических и художественных журналов, приверженных изображению «страстей и чувств»: страницы нового журнала предназначены только для тех, «кому принадлежит трудиться собственно для науки и ожидать награды в своей известности, учёной славе».

### 1834—1917 годы

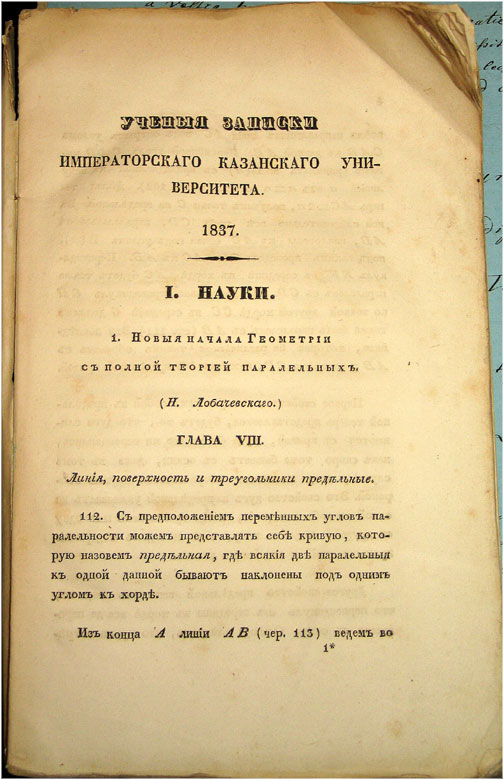
Фрагмент публикации седьмой главы «Новых начал Геометрии с полной теорией параллельных» Лобачевского в «Учёных записках» за 1837 год.

В течение десятилетия Н. И. Лобачевский самолично занимался «Учёными записками», руководил издательским комитетом, рецензировал научные статьи. В последующие четверть века журнал редактировал филолог О. М. Ковалевский, занимавший в 1850-е годы пост ректора университета.
В этот период в журнале были опубликованы важнейшие работы Н. И. Лобачевского по неевклидовой геометрии: «Понижение степени в двузначном уравнении, когда показатель без единицы делится на восемь» (1834, кн. 1), «Воображаемая геометрия» (1835, кн. 1), «Новые начала геометрии с полной теорией параллельных» (1835, кн. 3; 1836, кн. 2, 3; 1837, кн. 1; 1838, кн. 1, 3), «Пангеометрия» (1855, кн. 1). В «Учёных записках» печатались также работы химика А. М. Бутлерова, слависта В. И. Григоровича, ботаника А. Н. Бекетова, зоолога А. Х. Эверсмана, анатома Е. Ф. Аристова, математика А. Ф. Попова, геолога и этнографа А. П. Орлова, медика А. И. Козлова и других учёных.
В конце 1850-х годов потребовалось реорганизовать университетский журнал.
В 1862-1864 годах «Учёные записки» стали издавался с двумя отделами: 1) по отделению физико-математических наук, 2) по отделению историко-филологических и политико-юридических наук.
В это время одним из редакторов журнала стал А. П. Чебышёв-Дмитриев.
В 1865 году журнал был разделён на две части: «Известия университета» и собственно «Учёные записки университета».
В «Известиях» публиковались сведения об официальной истории Казанского университета: протоколы заседаний Совета университета, списки профессоров, отчёты факультетов, учебные программы н конспекты лекций, сведения о научной деятельности преподавателей, о работе университетских лабораторий и клиник, обсуждения диссертаций. В «Учёных записках» печатались научные труды профессоров Казанского университета, главным образом, филологического, историко-юридического и медицинского содержания.
С 1865 года редактором журнала был Н. Н. Булич, с 1867 года — Н. И. Ильминский, с 1872 года — А. М. Осипов, с 1883 года — избранный ректором Н. Н. Булич.
В этот период в журнале участвовали также А. Я. Данилевский, В. Я. Рожанский, И. Н. Холмогоров и другие.
В 1884—1889 годах «Учёные записки» были поделены на журналы факультетов университета. При этом сохранялась единая нумерация этих изданий по годам с момента основания «Учёных записок».
В 1890—1917 годах вновь издавался единый университетский журнал, включавший, тем не менее, несколько подсерий (например, «Бюллетень Метеорологической обсерватории Императорского Казанского университета» являлся одно время приложением журнала).
В начале 1900-х годов редактором был Ф. Г. Мищенко, в 1903 году им стал А. И. Александров, в 1908 году — А. А. Пионтковский, а с 1916 года — А. А. Симолин.
Периодические издания некоторых университетских обществ являлись обособленными журналами и не входили в «Учёные записки» университета. Среди них, например: «Известия Общества археологии, истории и этнографии при Императорском Казанском университете», «Дневник Казанского общества врачей при Императорском Казанском университете», «Труды Общества естествоиспытателей при Императорском Казанском университете», «Труды факультетной терапевтической клиники Императорского Казанского университета», «Труды Юридического общества при Императорском Казанском университете», «Чтения в Обществе любителей русской словесности в память А. С. Пушкина при Императорском Казанском университете», «Известия Физико-математического общества при Императорском Казанском университете».
Всего к 1918 году было выпущено 84 тома («года») «Учёных записок» в 532 книгах. В них было опубликовано около 1800 статей и заметок.
В официальной части журнала помещались протоколы заседаний совета университета, сведения о правительственных распоряжениях, о назначении профессоров, адъюнктов, преподавателей и т. д. В неофициальной части печатались научные статьи по богословию, философии, педагогике, языкознанию, литературе, истории, этнографии, археологии, географии, статистике, математике, механике, физике, астрономии, химии, геологии, политической экономии, медицине.

### 1925—1972 годы
Прекратившийся в революционную эпоху выпуск «Учёных записок», был возобновлён Казанским государственным университетом имени В. И. Ульянова-Ленина в 1925 году. «Записки» в советское время публиковались разрозненно, но под единым названием и нумерацией томов (каждому году издания соответствовал один том).
В 1972 году, после 130-го тома, издание «Учёных записок» Казанским ордена Трудового Красного Знамени государственным университетом имени В. И. Ульянова-Ленина было прекращено.

### 1995—2010 годы
В 1990-е годы выход «Учёных записок» возобновляется: с 1995 года по 2004 год ежегодно публиковались несколько отдельных томов.
С 2005 года периодическое издание «Учёных записок» стало выходить на регулярной основе, в трёх раздельных сериях: «Гуманитарные науки», «Естественные науки» и «Физико-математические науки». Серии были зарегистрированы в Федеральной службе по надзору за соблюдением законодательства в сфере массовых коммуникаций и охране культурного наследия 31 мая 2005 года как отдельные журналы.
С 2007 года журналы серий входят в список изданий, рекомендуемых Высшей аттестационной комиссией России для опубликования основных научных результатов диссертации на соискание учёной степени кандидата и доктора наук.
27 августа 2010 года журналы серий были перерегистрированы в Федеральной службе по надзору в сфере связи, информационных технологий и массовых коммуникаций в связи с изменением типа и вида учредителя журнала: Государственное образовательное учреждение высшего профессионального образования «Казанский государственный университет имени В. И. Ульянова-Ленина» было преобразовано в Федеральное государственное автономное образовательное учреждение высшего профессионального образования «Казанский (Приволжский) федеральный университет». В связи с этим из названий журналов было убрано слово «государственного».

### Хронология именований издания

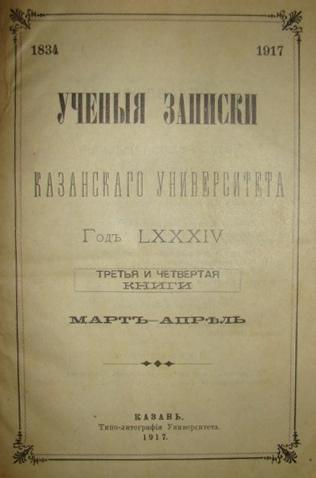
Титульный лист «Учёных записок Казанского университета» № 3-4 за 1917 год.

- 1834—1835 — Ученыя Записки, издаваемыя Императорскимъ Казанскимъ Университетомъ
- 1835—1861 — Ученыя Записки Императорскаго Казанскаго Университета
- 1862—1864 — Ученыя Записки Императорскаго Казанскаго Университета:
  - Ученыя Записки Императорскаго Казанскаго Университета по отдѣлению физико-математическихъ наукъ
  - Ученыя Записки Императорскаго Казанскаго Университета по отдѣлению историко-филологическихъ и политико-юридическихъ наукъ
- 1865—1884 — Извѣстія и Ученыя Записки Императорскаго Казанскаго Университета (года XXXII-LII):
  - Известия Императорскаго Казанскаго Университета
  - Ученыя Записки Императорскаго Казанскаго Университета
- 1884—1889 — Ученыя Записки Императорскаго Казанскаго Университета:
  - Ученыя Записки Императорскаго Казанскаго Университета по историко-филологическому факультету
  - Ученыя Записки Императорскаго Казанскаго Университета по медицинскому факультету
  - Ученыя Записки Императорскаго Казанскаго Университета по физико-математическому факультету
  - Ученыя Записки Императорскаго Казанскаго Университета по юридическому факультету
- 1890—1917 — Ученыя Записки Императорскаго Казанскаго Университета (года XLVII-LXXXIII)
- 1917 — Ученыя Записки Казанскаго Университета (год LXXXIV)
- 1925—1971 — Учёные записки Казанского государственного университета (тома 75[8]—130):
  - Серия «Механика»
  - Серия «Физика и механика»
  - Бюллетень астрономической обсерватории им. В. П. Энгельгардта
  - Известия Казанского физико-математического общества
  - Труды Общества естествоиспытателей при Казанском государственном университете им. В. И. Ульянова-Ленина
  - Сборник работ Научно-исследовательского института математики и механики им. Н. Г. Чеботарёва
  - Серия «Вероятностные методы и кибернетика»
- 1995—2005 — Учёные записки Казанского государственного университета (тома 131—146)
- 2005—2010 — Учёные записки Казанского государственного университета (тома 147—151):
  - Учёные записки Казанского государственного университета. Серия Гуманитарные науки
  - Учёные записки Казанского государственного университета. Серия Естественные науки
  - Учёные записки Казанского государственного университета. Серия Физико-математические науки
- 2010—2011 — Учёные записки Казанского университета (тома 152—153):
  - Учёные записки Казанского университета. Серия Гуманитарные науки
  - Учёные записки Казанского университета. Серия Естественные науки
  - Учёные записки Казанского университета. Серия Физико-математические науки

## Современное состояние
| Учёные записки Казанского университета. Серия Гуманитарные науки. | Учёные записки Казанского университета. Серия Гуманитарные науки. |
| ----------------------------------------------------------------- | ----------------------------------------------------------------- |
| Учёные записки Казанского университета                            |                                                                   |
| Сокращённое название (ISO 4)                                      | Учен. зап. Казан. ун-та. Сер. Гуманит. науки                      |
| Специализация                                                     | Гуманитарные науки                                                |
| Периодичность                                                     | 6 номеров в год                                                   |
| Язык                                                              | русский                                                           |
| Главный редактор                                                  | Отв. редактор: д-р. филол. н., проф. Э. А. Балалыкина             |
| Страна                                                            | - Россия                                                          |
| Издатель                                                          | Казанский университет                                             |
| Дата основания                                                    | 1834                                                              |
| ISSN печатной версии                                              | 1815-6126                                                         |
| Индекс по каталогу «Пресса России»                                | 19421                                                             |
| Веб-сайт                                                          | Журнал в Научной электронной библиотеке                           |
| Медиафайлы на Викискладе                                          |                                                                   |

| Учёные записки Казанского университета. Серия Естественные науки. | Учёные записки Казанского университета. Серия Естественные науки. |
| ----------------------------------------------------------------- | ----------------------------------------------------------------- |
| Учёные записки Казанского университета                            |                                                                   |
| Сокращённое название (ISO 4)                                      | Учен. зап. Казан. ун-та. Сер. Естеств. науки                      |
| Специализация                                                     | Биология, География, Геология, Химия                              |
| Периодичность                                                     | 4 номера в год                                                    |
| Язык                                                              | русский                                                           |
| Главный редактор                                                  | Отв. редактор: д-р. хим. н., проф. Г. К. Будников                 |
| Страна                                                            | - Россия                                                          |
| Издатель                                                          | Казанский университет                                             |
| Дата основания                                                    | 1834                                                              |
| ISSN печатной версии                                              | 1815-6169                                                         |
| Индекс по каталогу «Пресса России»                                | 19422                                                             |
| Веб-сайт                                                          | Журнал в Научной электронной библиотеке                           |
| Медиафайлы на Викискладе                                          |                                                                   |

| Учёные записки Казанского университета. Серия Физико-математические науки. | Учёные записки Казанского университета. Серия Физико-математические науки. |
| -------------------------------------------------------------------------- | -------------------------------------------------------------------------- |
| Учёные записки Казанского университета                                     |                                                                            |
| Сокращённое название (ISO 4)                                               | Учен. зап. Казан. ун-та. Сер. Физ.-матем. науки                            |
| Специализация                                                              | Математика, Физика                                                         |
| Периодичность                                                              | 4 номера в год                                                             |
| Язык                                                                       | русский                                                                    |
| Главный редактор                                                           | Отв. редактор: д-р. физ.-мат., проф., чл.-корр. АН РТ И. Б. Бадриев        |
| Страна                                                                     | - Россия                                                                   |
| Издатель                                                                   | Казанский университет                                                      |
| Дата основания                                                             | 1834                                                                       |
| ISSN печатной версии                                                       | 1815-6088                                                                  |
| Индекс по каталогу «Пресса России»                                         | 19423                                                                      |
| Веб-сайт                                                                   | Журнал в Научной электронной библиотеке                                    |
| Медиафайлы на Викискладе                                                   |                                                                            |